# ليو كامبيون
ليو كامبيون (بالفرنسية: Léo Campion)‏
```
هو 
لاسلطوي
 
وممثل
 
فرنسي
 
وبلجيكي
، ولد في 
24 مارس
 
1905
 في 
الدائرة الثامنة عشرة في باريس
 في 
فرنسا
، وتوفي في 
6 مارس
 
1992
 في 
باريس
 في 
فرنسا
.
[
4
]
[
5
]
[
6
]
```

## وصلات خارجية
- ليو كامبيون على موقع IMDb (الإنجليزية)
- ليو كامبيون على موقع أول موفي (الإنجليزية)
- ليو كامبيون على موقع قاعدة بيانات الأفلام السويدية (السويدية)
- ليو كامبيون على موقع ديسكوغز (الإنجليزية)
- ليو كامبيون على موقع قاعدة بيانات الفيلم (الإنجليزية)
- ليو كامبيون على موقع كينوبويسك (الروسية)